# Jill Hammersley
Jill Hammersley, född 6 december 1951 i Carshalton, Sutton, var en engelsk bordtennisspelare och europamästare i singel och dubbel. Hon vann även Europa Top 12 tre gånger.
Under sin karriär tog hon en medalj i bordtennis-VM, ett brons. Hon spelade sitt första VM 1969 och 1981, sitt sjunde och sista. 
Hammersley spelade även i bordtennis-EM, där hon tog åtta medaljer, två guld, fyra silver och två brons.  
1976 blev hennes framgångsrikaste år som spelare, hon vann då finalen i både singel och dubbel och kom tvåa med det engelska laget i bordtennis EM. Finalen i singel vann hon över Maria Alexandru, medan hon tillsammans med Linda Howard vann dubbeln över det tjeckiska paret Jana Dubinova och Alice Grofova-Chladkova. Lagfinalen förlorade det engelska laget mot de regerande mästarna från Sovjetunionen med bland annat världs- och europamästarinnan Zoja Rudnova i laget.
Hammersley var i final i Europa Top 12 fem gånger av sex möjliga mellan 1977 och 1982, tre av dessa vann hon.

## Meriter
- Bordtennis VM
  - 1973 i Sarajevo
    - 3:e plats dubbel (med Beatrix Kishazi)
    - 10:e plats med det engelska laget

- Bordtennis EM
  - 1972 i Rotterdam
    - 2:a plats dubbel (med Beatrix Kishazi)

  - 1974 i Novi Sad
    - Kvartsfinal singel

  - 1976 i Prag
    - 1:a plats singel
    - 1:a plats dubbel med (Linda Howard)
    - 2:a plats med det engelska laget

  - 1978 i Duisburg 
    - 2:a plats singel

  - 1980 i Bern
    - 3:e plats dubbel med (Linda Howard)

  - 1982 i Budapest
    - 2:a plats singel
    - 3:e plats dubbel med (Linda Howard)
    - Kvartsfinal mixed dubbel

- Europa Top 12
  - 1972 i Zagreb: 10:e plats
  - 1973 i Böblingen: 6:e plats
  - 1974 i Trollhättan: 5:e plats
  - 1975 i Wien: 7:e plats
  - 1977 i Sarajevo: 2:a plats
  - 1978 i Prag: 1:a plats
  - 1980 i München: 1:a plats
  - 1981 i Miskolc: 1:a plats
  - 1982 i Nantes: 2:a plats
  - 1983 i Cleveland: 9:e plats